# Rimatara (Polinesia Francesa)
Rimatara es una comuna francesa situada en la subdivisión de Islas Australes, que forma parte de la colectividad de ultramar de Polinesia Francesa.

## Composición
Está formada por la unión de las tres comunas asociadas de Amaru, Anapoto y Mutuaura, que abarcan la isla de Rimatara y una fracción del atolón de los Islotes María:
| Comuna asociada de Amaru        |                  |                  |                    |
| Fracción de la isla de Rimatara | Población (2002) | Superficie (km²) | Densidad (hab/km²) |
| Amaru                           | 265              | -                | -                  |
| Comuna asociada de Anapoto      |                  |                  |                    |
| Fracción de la isla de Rimatara | Población (2002) | Superficie (km²) | Densidad (hab/km²) |
| Anapoto                         | 270              | -                | -                  |
| Comuna asociada de Mutuaura     |                  |                  |                    |
| Fracción de la isla de Rimatara | Población (2002) | Superficie (km²) | Densidad (hab/km²) |
| Mutuaura                        | 308              | -                | -                  |
| Islotes                         | Población (2002) | Superficie (km²) | Densidad (hab/km²) |
| Islote Sur (Islotes María)      | -                | -                | -                  |
| Islote Oeste (Islotes María)    | -                | -                | -                  |
| Rama                            | -                | -                | -                  |
| Ura                             | -                | -                | -                  |

## Demografía
| Gráfica de evolución demográfica de Rimatara entre 1971 y 2012 |
|                                                                |

```
Fuente: 
Insee
```